# Distretto di Halfeti

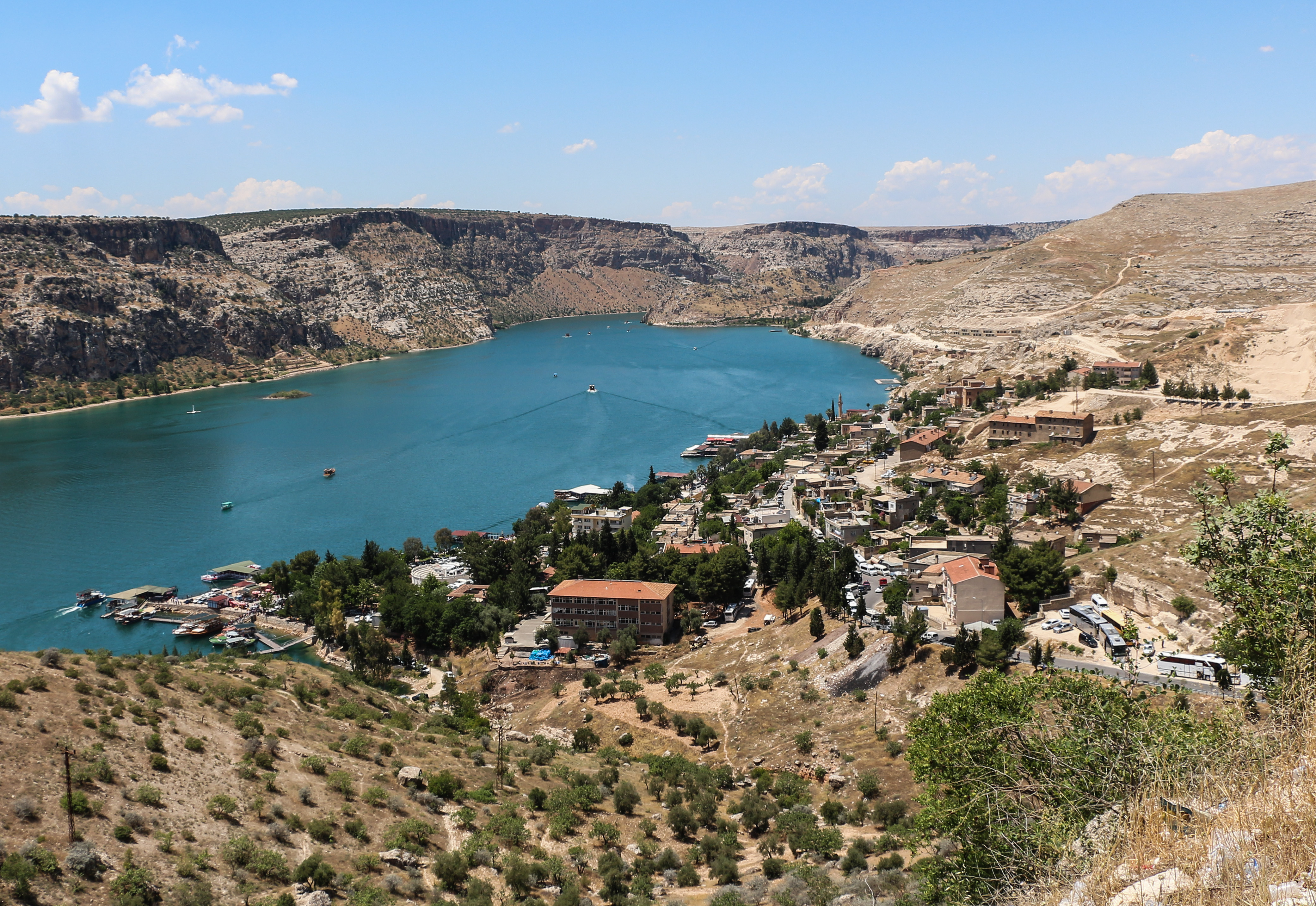
Halfeti e il fiume Eufrate

Il distretto di Halfeti (in turco Halfeti ilçesi) è uno dei distretti della provincia di Şanlıurfa, in Turchia.
Halfeti è stata al centro di una leggenda metropolitana nella quale si diceva che fosse l'unico posto sulla Terra dove crescevano spontaneamente rose nere.